# Manifest (glasbena skupina)
Manifest je tričlanska slovenska punk-rock skupina, katere začetki segajo v leto 2018. 
Člani zasedbe so Gaber Bobek (kitara, vokal), Lovro Bobek (bas) in Dementej Gradišnik (bobni). 
Leta 2019 so izdali prvi album z naslovom Otroci iz kleti z enajstimi skladbami. 22. avgusta 2019 so zmagali na tekmovanju ROCK Ravne 2019.
Leta 2020 so igrali na petkovih protestih na Trgu republike. Istega leta so izdali singel z naslovom "Ne damo vam mladosti", ki naj bi predstavljal odraz družbene agonije kot posledice na pandemijo.
Njihovo glasbo zaznamujejo družbenokritična besedila. Poleg mešanice punka in rocka k svojim instrumentalom pogosto dodajajo pridih kompleksnejših alternativnih zvrsti.
23. decembra 2023, so izdali svoj drugi studijski album z naslovom Šraufštok sistem z enajstimi skladbami, ki so nastajali pred in med časom korona krize.
Po krajšem premoru je skupina leta 2024, v originalni zasedbi aktivno začela sodelovati in izdala singel z naslovom Tindr. 
26. septembra 2024, je Manifest igral na predstavitvi dvojne LP plošče glasbene pank skupine KuZle v Menzi pri koritu, kjer so predstavili nekaj novih avtorskih komadov.

## Zadnje spremembe
- Facebook profil skupine

- Instagram profil

- Manifest na Spotify

- Manifest na Apple music